# Indagine su un sentimento
Indagine su un sentimento è il decimo album discografico del gruppo musicale dei Tiromancino, pubblicato nel 2014.

## Il disco
Il disco segna il ritorno della collaborazione tra i fratelli Federico Zampaglione e Francesco Zampaglione, che si era interrotta artisticamente nel 2001 dopo La descrizione di un attimo. Il disco è stato registrato nel corso del 2013 presso lo studio Boss Vox di Roma e missato da Pino "Pinaxa" Pischetola a Milano. Hanno collaborato alla realizzazione dell'album Pierpaolo Capovilla (voce de Il Teatro degli Orrori) in In una notte di marzo (brano di cui è anche coautore), Mike Barson (tastierista dei Madness) come autore di Mai saputo il tuo nome (adattato in italiano da Federico Zampaglione), Gioia Ragozzino e lo GnuQuartet. La versione iTunes comprende una versione acustica di Liberi, che è anche il singolo di lancio.

## Tracce
1. Liberi – 3:32
2. Immagini che lasciano il segno – 4:04
3. Fuggevoli presenze – 4:09
4. Nessuna razionalità – 4:18
5. Mai saputo il tuo nome – 3:14
6. In una notte di marzo – 4:01
7. La nostra realtà – 3:54
8. Una nuova stagione – 4:17
9. Indagine su un sentimento – 4:11
10. Re Lear – 4:16

## Formazione
- Federico Zampaglione - voce, chitarra
- Francesco Zampaglione - tastiera, chitarra, campionatore
- Antonio Marcucci - chitarra
- Francesco Stoia - basso
- Marco Pisanelli - batteria

## Classifiche
| Classifica (2014) | Posizione |
| ----------------- | --------- |
| Italia            | 8         |